# Minimum-Maximum Notebook
Minimum-Maximum Notebook este versiunea extinsă a albumului live Minimum Maximum al lui Kraftwerk. Lansat inițial cu DVD-uri în format PAL în Decembrie 2005, versiunea în format NTSC a fost amânată doar cu câteva săptămâni până la începutul lui Ianuarie 2006.
Cutia conține DVD-urile si CD-urile live, plus o carte comemorativă de 88 pagini cu poze din concerte. Ca multe dintre produsele Kraftwerk, și acesta a fost lansat în două variante lingvistice: engleză (pentru piața internațională) și germană.
Ambalajul cutiei și conținutul au fost realizate în așa fel încât să mimeze aspectul laptop-urilor pe care trupa le folosește în timpul concertelor.

## Conținut
1. Minimum-Maximum CD
2. Minimum-Maximum DVD
3. Carte 88 pagini cu poze live din turneul mondial Kraftwerk 2004